# 南派恩斯 (北卡罗来纳州)
南派恩斯（英語：Southern Pines）位于美国北卡罗来纳州中部穆爾郡的一座城市。根據2020年美國人口普查，共有人口15,545人；2000年普查結果其中白人佔70.79%、非裔美国人佔26.57%。